# Hôtel Hurault de Cheverny
L'hôtel Hurault de Cheverny est un ancien hôtel particulier de Blois, en France.

## Historique
L'hôtel fut construit dans le premier quart du XVIe siècle pour Jacques de Beaune-Semblançay sur les vestiges d'une construction médiévale du XIIIe siècle appelée le Morier. 
Dans la seconde moitié du XVIIe siècle, l'hôtel devient la propriété de la famille Hurault de Cheverny. 
En 1749, il passe entre les mains de la famille Rangeard de Villiers qui y effectue des réparations et modifications ; à cette date l'hôtel est appelé le Petit Louvre. 
L'hôtel fut détruit en 1940.

## Localisation
L'hôtel se situait au no 18 de la rue Saint-Martin, dans le quartier historique de Bourg-Moyen.